# Johann Joseph Eberle
Johann Joseph Eberle (?, 1735 - Praga, 1772) va ser un compositor i pianista bohemi.
Va ser autor d'una col·lecció de cançons alemanyes, amb acompanyament de piano (Oden und Lieder mit Melodien auf den Flügel, Leipzig: Bey B. C. Breitkopf und Sohn, 1765). També cultivà la poesia.